# Polycyrtus impressus
Polycyrtus impressus là một loài tò vò trong họ Ichneumonidae.